# Taybeh Brouwerij
Taybeh Brewery is een Palestijnse brouwerij in Taybeh (Ramallah) op de Westelijke Jordaanoever.

## Geschiedenis
De brouwerij werd opgericht in 1994 en het eerste bier werd in 1995 gebotteld en te koop aangeboden. Hun Taybeh Beer was het eerste Palestijnse product dat te koop werd aangeboden in Duitsland. In dit land werd tevens een brouwerij en bottelarij gevestigd voor de bevoorrading van Europa, naar Zweden wordt er echter vanuit Taybeh geëxporteerd. In België wordt Taybeh in licentie gebrouwen door brouwerij Strubbe in Ichteghem en als goededoelenbier verkocht door Geneeskunde voor de Derde Wereld, een vereniging zonder winstoogmerk die de opbrengst van de verkoop ten goede laat komen aan gezondheidsprojecten in Palestina.

## Merken
- Taybeh Beer